# Tierra adentro (novela)
Tierra adentro es el título de una novela del escritor boliviano Enrique Finot. La obra —que apareció por primera vez en Buenos Aires, Argentina, en 1946, y que después ha tenido varias reediciones en Bolivia— es un drama acerca de la sociedad cruceña y los problemas políticos que esta vivía en aquella época. 

## Historia

### Sinopsis
Refleja la vida de los años 1920, en la que se congregan las tradiciones, el colorido, los romances y las pasiones que se desenlazan a lo largo de la historia.
La historia se desarrolla tierra adentro, en la que Lucio Salazar, un joven cruceño retorna a Bolivia luego de haber estado en Europa 15 años por motivo de estudios.
El retraso de su pueblo en aquellas épocas le produce un gran impacto emocional, que lo lleva a incursionar en la política, hasta lograr ser elegido diputado representante de Santa Cruz.
Toda esta vida de político se verá envuelta con amores, gente de campo, mujeres bellas, cantos y danzas tradicionales.
El investigador Daniel Dory considera que "lo que hace de Tierra adentro un texto irremplazable, es la narración detallada de las prácticas e inquietudes políticas de la Santa Cruz de aquellos años, cuando el regionalismo cruceño intenta darse una expresión partidaria (para la cual Enrique Finot sentía escasa simpatía). En este aspecto, la novela contiene páginas de un valor histórico innegable".

## Adaptación a la televisión
En 1997 la producctora Safipro realizó una adaptación de 11 capítulos con dirección general de Enrique Alfonso y protagonizada por Bubby Ábila (como Lucio Salazar) e Isabel Castedo (como Asuntita).